# 風雲時代
《風雲時代》是台灣中國電視公司於1989年製作的電視連續劇，全劇共40集，主要演員包括錢小豪、姜厚任、黎明、蘇明明等，於八點檔時段播出。

## 製作
《風雲時代》是一部講述兄弟倆於貧困時互相扶持，奮鬥至飛黃騰達後反目成仇的電視連續劇，由錢小豪、姜厚任擔當男主角；蘇明明擔當女主角，香港藝人黎明除了是劇中配角之一，亦主唱該劇的插曲〈風雲塵煙〉，這首歌由薛忠銘作曲、劉虞瑞填詞、盧志銘編曲，歌曲收錄於黎明的錄音室專輯《今夜妳會不會來》，而主題曲〈一切由不得我〉則由林隆旋作曲、曹俊鴻填詞、文章主唱，歌曲收錄於文章的錄音室專輯《原諒我的心》。

## 劇情大綱
郭建德是個年輕有為的律師，其好友潘人傑及潘人豪是一對兄弟。潘人傑在碼頭工作，供養還在求學階段的弟弟潘人豪。崔小梅是個記者，出身於富裕家庭，結識了潘人傑之後，彼此互有愛意；但由於門戶問題，潘人傑不敢高攀。潘人豪與富家女子郝思嘉相戀，同樣出現了門戶問題，被郝思嘉的家人阻止，走上了成魔之路。在郭建德的開導下，潘人傑決定坦然面對與崔小梅的感情，卻因為拯救崔小梅的外公而意外身亡。潘人豪為了向上爬而追求崔小梅。郭建德知道潘人豪的陰謀後，極力阻止崔小梅與潘人豪結婚，自己卻反被潘人豪設計陷害。崔小梅結婚後漸漸發現丈夫潘人豪是壞人，於是與郭建德一起搜集潘人豪的犯罪證據。此時，潘人豪已經得到大量財產，到處作惡；郭建德的未婚妻更因為被潘人豪陷害而走上絕路，崔小梅亦因車禍而喪命。最後郭建德忍無可忍，決定以暴制暴，親自開槍殺死潘人豪，然後接受法律的制裁。

## 演員與角色
- 錢小豪 飾 潘人傑，潘人豪的哥哥，出身寒微。
- 姜厚任 飾 潘人豪，潘人傑的弟弟，出身寒微。
- 黎明 飾 郭建德，是一名律師。
- 蘇明明 飾 崔小梅，出身富裕家庭，是一名記者。
- 許玉蘭 飾 潘母
- 歸亞蕾 飾 錢芷
- 雷鳴 飾 段富貴
- 張富美 飾 葉翠芬
- 梁修身 飾 郝勝
- 李芳雯 飾 郝思嘉
- 林智洋 飾 蔡保中
- 薛漢 飾 趙明財